# Push-to-talk
Pour les articles homonymes, voir PTT.

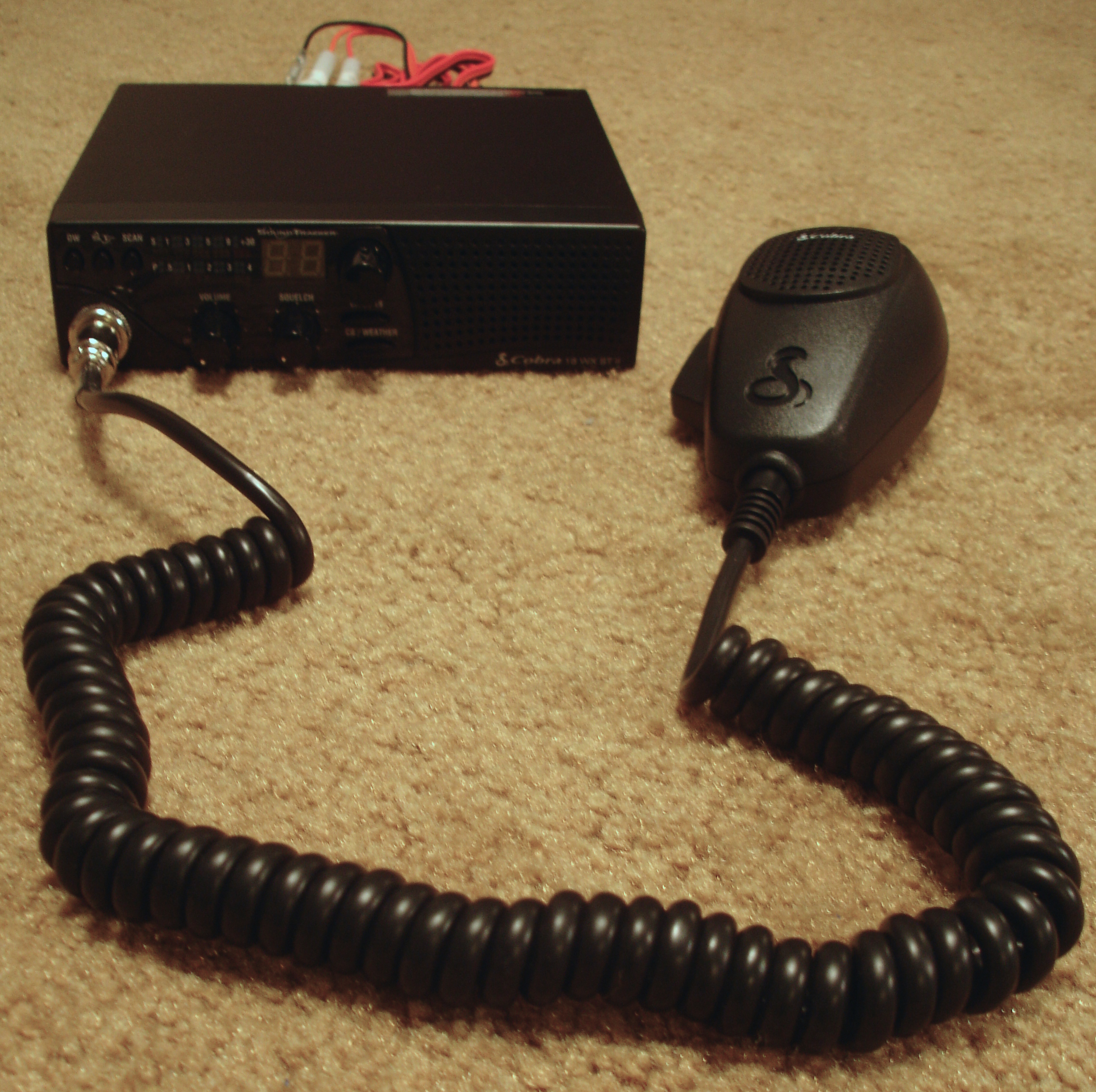
Radio civile demandant d'appuyer sur un bouton pour parler

Le push-to-talk ou press-to-transmit (PTT) est une méthode de conversation sur une liaison half-duplex (par exemple via un émetteur-récepteur), reposant sur l'appui d'un bouton pour passer du mode réception au mode émission.
Le sigle PTT, très utilisé par les Radioamateurs, désigne aussi la commande permettant de commuter une station radio de l'état récepteur à l'état émetteur. Cette expression provient du bouton se trouvant sur les microphones ou  les radios portatives (talkies-walkies), et sur lequel il est nécessaire d'appuyer pour émettre. Cette expression désigne aussi le signal électrique généré par un dispositif électronique permettant à la station de passer du mode réception à celui d'émission. Ainsi, sur les émetteurs-récepteurs radio commandés par un ordinateur et un dispositif CAT, la commande PTT est un signal électronique, transitant typiquement par un câble RS-232.
Depuis 2003, des opérateurs de téléphonie mobile proposent un service similaire sur téléphone mobile, appelé PoC pour push-to-talk on cellular. Il s'agit d'un service de talkie-walkie par téléphones mobiles, qui permet à deux interlocuteurs ou davantage de converser sur un réseau cellulaire. Ce service nécessite souvent un abonnement auprès de l'opérateur de téléphonie mobile